# Laurent Fabius
Laurent Pierre Emmanuel Fabius (Parijs, 20 augustus 1946) is een Frans politicus en tegenwoordig voorzitter van de Franse Grondwettelijke Raad (Frans: Conseil Constitutionnel).
Hij is voormalig eerste minister en lid van de Franse Parti socialiste PS. Tot 16 november 2006 was hij in een felle strijd verwikkeld met zijn partijgenoten Dominique Strauss-Kahn en Ségolène Royal, om door zijn partij als socialistisch kandidaat voor de presidentsverkiezingen van 2007 te worden voorgedragen. Uiteindelijk eindigde hij als laatste in deze strijd met 18,66 % van de stemmen.

## Levensloop
Fabius is de zoon van kunsthandelaar André Fabius en Louise Mortimer. De middelbare school volgde hij aan het lyceum van Janson-de-Sailly. Na zijn eindexamen begint hij de voorbereidingsklassen voor de École normale supérieure ENS in het lycée Louis-le-Grand en gaat daarna met de echte studie aan de École Nationale Supérieure door, waar hij afstudeert in de letteren. Tegelijkertijd volgt hij een opleiding aan Sciences Po, het instituut voor politieke studies in Parijs. Ten slotte studeert hij nog aan de Ëcole nationale d'administration ENA, waar hij bij de beste drie hoort op de ranglijst van afgestudeerden van zijn promotiejaar 1971-1973. Zijn carrière begint hij als auditor van de Franse Raad van State, de Conseil d'État.
Vlak na zijn afstuderen aan de ENA wordt hij lid van de Parti socialiste en ontmoet hij François Mitterrand, die op dat moment partijleider is van de PS en die hem directeur van zijn kabinet maakt. Deze samenwerking gaat door totdat François Mitterrand in 1981 president van Frankrijk wordt. Ondertussen is hij in 1977 ook gekozen als adjunct-premier van de burgemeester van Grand-Quevilly en verkozen als volksvertegenwoordiger voor kieskring nummer 4 (Elbeuf, Le Grand-Quevilly) van het departement Seine-Maritime (76), een van de meest linksgeoriënteerde van Frankrijk.
Ten gevolge van de presidentsverkiezing van François Mitterrand in 1981, wordt hij benoemd tot gedelegeerd minister (vergelijkbaar met een staatssecretaris in Nederland) van Begroting op het Ministerie van Financiën. Vanaf begin 1983 tot 17 juli 1984 is hij minister van Industrie en onderzoek. Als minister van Begroting stelt hij een vermogensbelasting voor de allerrijksten in, die in 1987 weer door de regering van Jacques Chirac wordt afgeschaft.
In 1984, als het slecht gaat met Frankrijk onder de socialisten, ontdoet president Mitterrand zich van de linkse premier Pierre Mauroy en benoemt de jonge Fabius in diens plaats. Hij moet links Frankrijk verzoenen met het kapitalisme, aldus luidt de opdracht van het staatshoofd.
Voor Fabius is de tijd tot aan de parlementsverkiezingen te kort om zijn beleid uit de verf te laten komen. Hij wordt door links gezien als yuppie en door rechts als de jongste lakei van Mitterrand. De Gaullisten winnen de verkiezingen en Jacques Chirac volgt Fabius op als eerste minister.
Nadat François Hollande in 2012 tot president van Frankrijk werd gekozen, werd Fabius op 16 mei 2012 tot minister van Buitenlandse Zaken in de regering-Ayrault I benoemd. Daarna bekleedde hij sinds 21 juni 2012 dezelfde functie in de regering-Ayrault II en de functie minister van Buitenlandse Zaken en Internationale Ontwikkeling sinds 31 maart 2014 in de regering-Valls I en sinds 26 augustus 2014 in de regering-Valls II.
Hij legde die functie neer om op 8 maart 2016 voorzitter van de Franse Grondwettelijke Raad te worden.
Fabius heeft verschillende onderscheidingen ontvangen, waaronder die van het Legioen van Eer.

## Persoonlijk
Fabius is gescheiden van Françoise Castro en heeft twee zonen, geboren in 1982 en 1983.
- Bibliothèque nationale de France: cb11902095v (data)
- Catàleg d'autoritats de noms i títols de Catalunya: 981058614314206706
- CiNii: DA03451185
- Gemeinsame Normdatei: 118928325
- International Standard Name Identifier: 0000 0001 0913 4636
- Library of Congress Control Number: n84076246
- Nationale Bibliotheek van Tsjechië: jo2015895470
- Nationale Bibliotheek van Israël: 987007277942605171
- Nationale Bibliotheek van Polen: a0000002886300
- Nederlandse Thesaurus van Auteursnamen: 131596446
- Réseau des bibliothèques de Suisse occidentale: 02-A003228074
- Système universitaire de documentation: 026856050
- Virtual International Authority File: 71390811
- WorldCat: E39PBJgMDB8MfrbTK7C6G767pP